# Sierpak
Sierpak – tradycyjne narzędzie rolnicze, stanowiące połączenie noża i sierpa. Składa się on z drewnianego drzewca oraz wygiętego, szerokiego ostrza, często zakończonego hakiem.

## Konstrukcja
Sierpaki tradycyjnie tworzono ze stali, ich ostrza miały około 20–25 cm długości. Ostrze było proste przy rękojeści i skrzywiało się na końcu, tworząc kolec lub hak. Były często wykorzystywane nie tylko jako sierpy czy noże, ale także w roli siekiery.

## Wykorzystanie militarne
W średniowieczu, w szczególności w Anglii powoływano oddziały chłopskie, w których chłopi przytwierdzali sierpaki do długich kijów, tworząc w ten sposób broń przypominającą tę, którą w Polsce wykorzystywali kosynierzy. Tego rodzaju improwizowana broń drzewcowa okazała się bardzo skuteczna w walce z kawalerią, gdyż w przeciwieństwie od włóczni nie musiała wbić się w ciało jeźdźca by go zrzucić, mogła zaś zaczepić swoim hakiem o fragment zbroi lub odzienia zrzucając jeźdźca z konia. Z czasem broń, która powstawała by naśladować te improwizowane konstrukcje: Gizarma.